# اختبار جلدي
الْاختبَارَ الْجَلْدِيَّ هُوَ اِختبَارُ طِبِّيُّ يُتْمٍ فِيهِ حَقْنَ مَادَّةٍ فِي الْجَلْدِ.

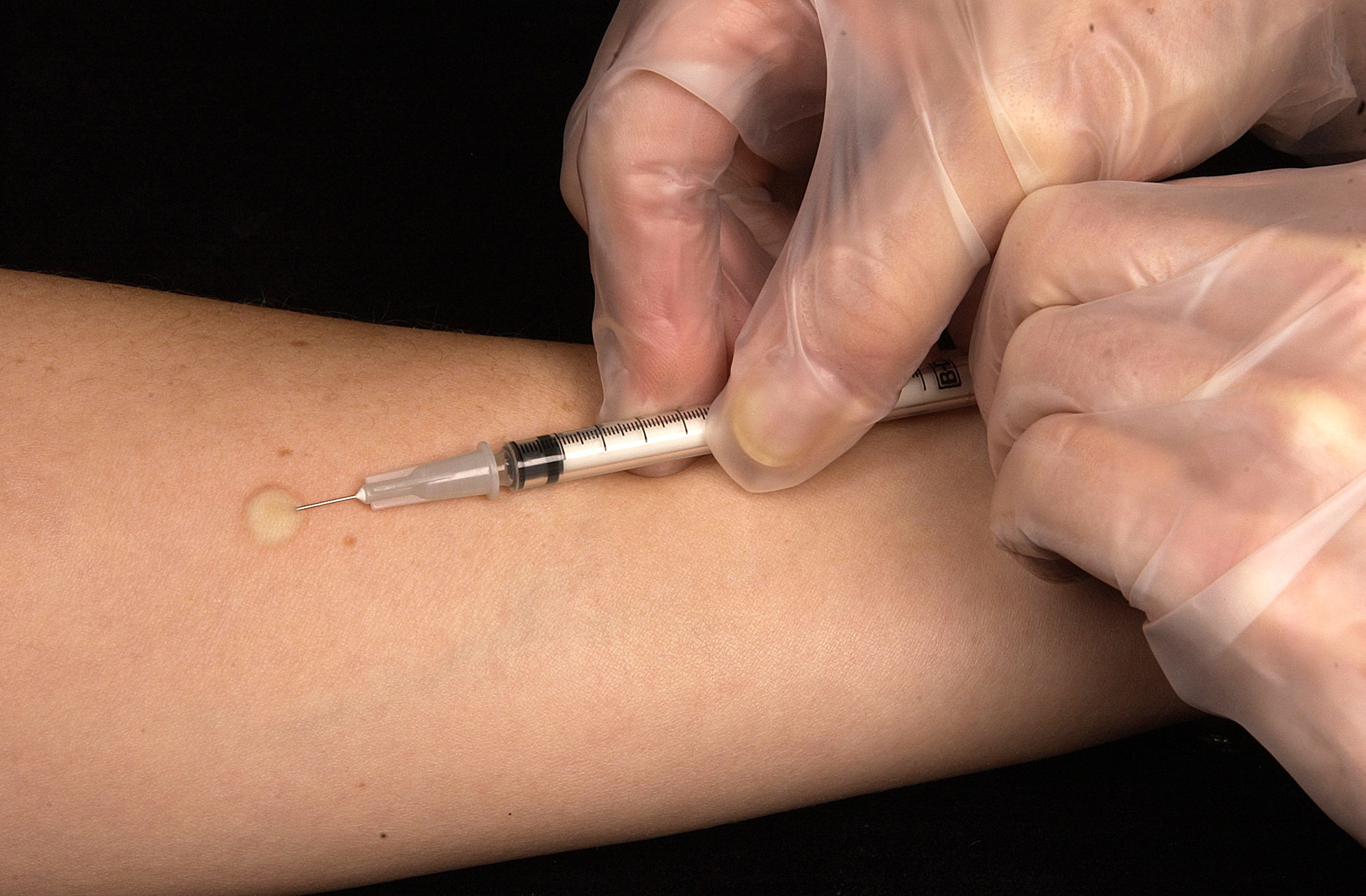
اختبار جلدي يتم فية حقن مادة معينة في الجلد.

## أمثلة
- اختبَارُ كَازُونِي (Casoni test).
- قِيَاسَ الْقَرْنِيَّةِ (Corneometry).
- اختبَارَ دِيكٌ (Dick test).
- تَفَاعُلَ فِرْنَانْدِيزٍ(Fernandez reaction).
- اختبَارَ فِرَاِي (اِختبَارَ جَلْدِي لِفَرَّطَ التَّحَسُّسُ الْآجِلَ).
- اختبَارَ انثقاب الشِّعْرَ(Hair perforation test).
- اختبَارَ كفيم (Kveim test).
- اختبَارَ الليشمانين الْجَلْدِيَّ (Leishmanin skin test).
- ليبرومين (Lepromin).
- اختبَارَ الرُّقْعَةِ (Patch test).
- اختبَارَ شِيكٍ (Schick test).
- اختبَارَ حَسَاسِيَّةِ الْجَلْدِ (Skin allergy test).
- تَشْخِيصٌ بِالْعِرْقِ (Sweat diagnostics).
- ختبَارُ الْعِرْقِ (Sweat test).
- اختبَارَ الشَّوْكَةِ (Tine test).
- فَقْدَ الْمَاءِ بِطَرِيقِ الْبَشَرَةِ (Transepidermal water loss).
- تَنْظِيرَ الشِّعْرِ(Trichoscopy).